# U-3035
U-3035 je bila nemška vojaška podmornica Kriegsmarine, ki je bila dejavna med drugo svetovno vojno.

## Zgodovina
Podmornica se je 9. maja 1945 predala v Stavangerju, nato pa je bila 1. junija 1945 premeščena v Loch Ryan. Kraljeva vojna mornarica jo je prevzela pod imenom HMS N 28, nato pa jo je še istega leta prevzela Sovjetska vojna mornarica kot B-29.

## Poveljniki
| Poveljniki |                                    |                    |                             |
| Št.        | Čin                                | Ime                | Poveljstvo                  |
| 1.         | Nadporočnik (Oberleutnant zur See) | Ernst-August Gerke | 1. marec 1945 - 9. maj 1945 |

## Tehnični podatki
| Kategorije                                    | Podatki           |
| --------------------------------------------- | ----------------- |
| Teža (t): na površju pod površjem polna Teža  | 1.621 1.819 2.100 |
| Dolžina (m) - tlačni trup (m)                 | 76,70 - 60,50     |
| Širina (m) - tlačni trup (m)                  | 8,00 - 5,3        |
| Izpodriv (m)                                  | 6,32              |
| Višina (m)                                    | 11,30             |
| Moč (hp): na površju pod podvršjem            | 4.000 4.400       |
| Hitrost (vozlov): na površju pod podvršjem    | 15,6 17,2         |
| Doseg (milja/vozel): na površju pod podvršjem | 15.500/10 340/5   |
| Torpeda/Torpedne cevi                         | 23/6 (na premcu)  |
| Mine                                          | 12 TMC            |
| Posadka                                       | 57-60             |
| Maksimalni potop (m)                          | 280               |